# Dompierre-sur-Authie
Dompierre-sur-Authie är en kommun i departementet Somme i regionen Hauts-de-France i norra Frankrike. Kommunen ligger i kantonen Crécy-en-Ponthieu som tillhör arrondissementet Abbeville. År 2022 hade Dompierre-sur-Authie 423 invånare.

## Befolkningsutveckling
Antalet invånare i kommunen Dompierre-sur-Authie
| Referens: INSEE |